# جان کلر (بازیکن بسکتبال)
جان کلر (انگلیسی: John Keller؛ ۱۰ نوامبر ۱۹۲۸ – ۶ اکتبر ۲۰۰۰) بازیکن بسکتبال اهل ایالات متحده آمریکا بود.
وی در مسابقات کشوری و بین‌المللی در مجموع برندهٔ ۱ مدال طلا شده‌است.